# Josep Pujol i Brull

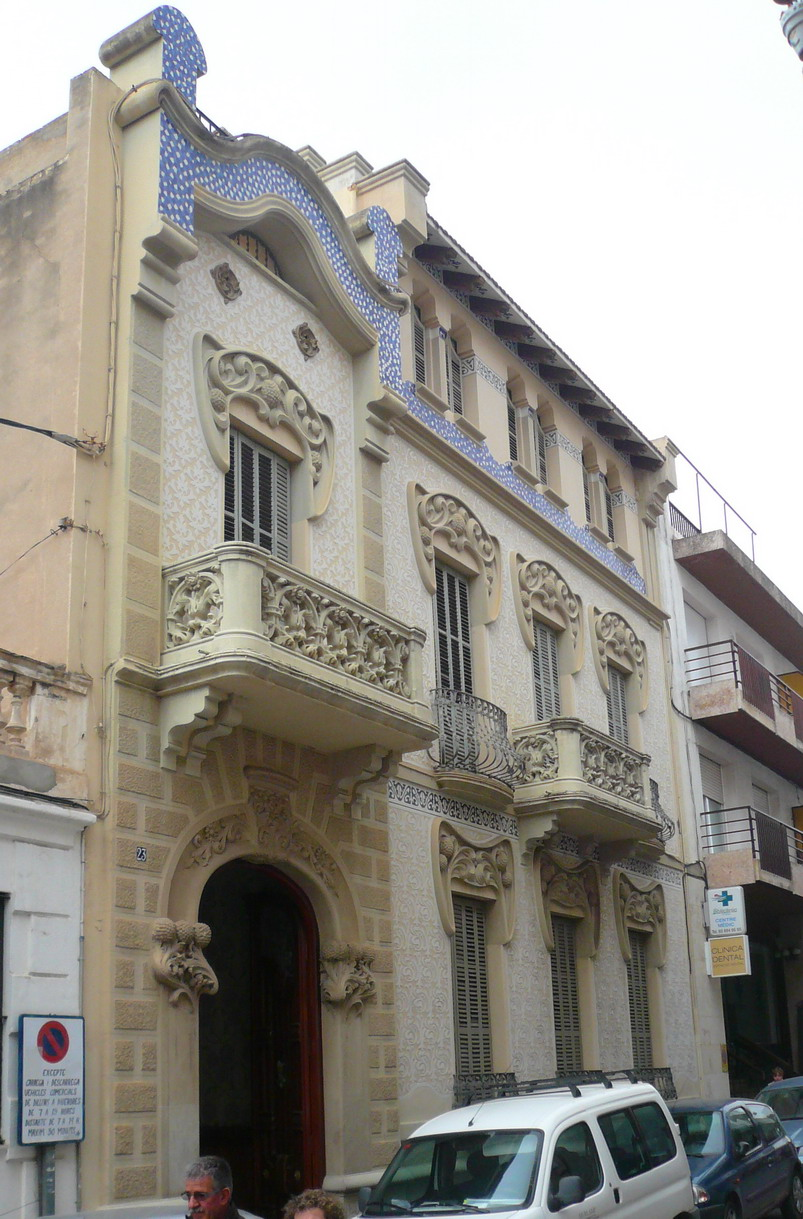
La casa Pere Carreras y Robert, en Sitges

Josep Pujol i Brull fue un arquitecto e intelectual catalán de principios del siglo XX.
Se tituló en 1899. Sus obras más conocidas son posiblemente laTorre Boyerde Igualada y la casa Pere Carreras y Robert de Sitges (de 1906-1907). Hacia 1907 hizo un plano para la reforma de la casa Manuel Planas de Sitges, pero tradicionalmente se considera que la obra fue del maestro de obras Gaietà Miret i Raventós.
También escribió en la revista Juventud (1900, 1902), en la revista Arquitectura y construcción (1902), en la revista La Il • lustració Catalana (donde en 1903 criticaba la obra del mueblista Gaspar Homar en el artículo Marquetería, paneles decorativos), formó parte del núcleo fundacional de la revista El Teatre Catalá (1912) e ilustró postales para la "Unió Catalanista" (hacia 1912).
En el campo literario, y firmando "J. Pujol Brull", fue el autor de la letra de la sardana coral de Enric Morera, Marinesca (1898), el traductor al español de la obra de teatro de Àngel Guimerà Gala Placídia (1916) y jurado del concurso de teatro que la revista Teatralia convocó en 1909 
En 1907 dirigió la colocación de una valla para proteger el Pino de las Tres Ramas 

## Obras

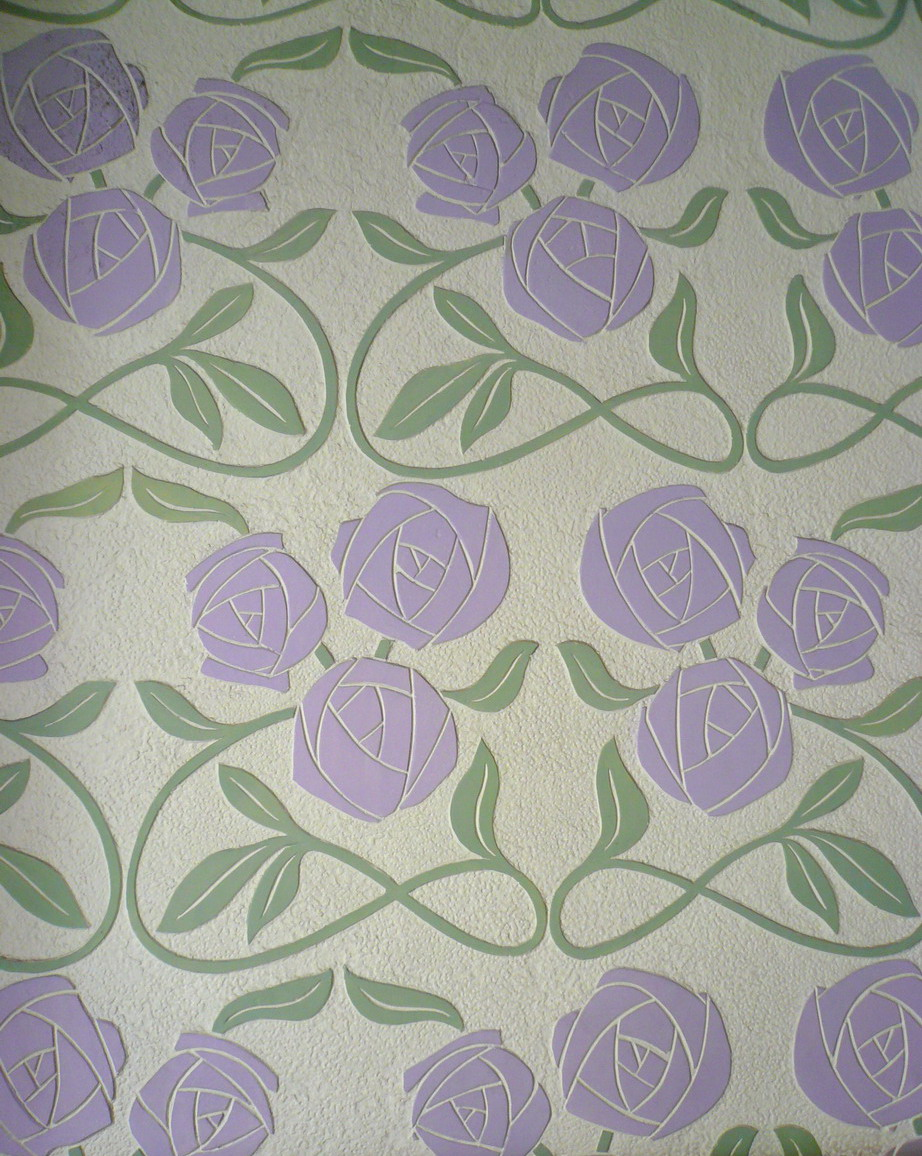
Casa Pere Carreras: Estucado del vestíbulo

- 1901, casa en la plaza del Porcs 1, en Igualada
- 1903, "Casa Ollé", antigua "Agencia de la Igualadina", en la calle de San Isidro 13, de Igualada
- 1904, reforma de la casa "Josep Vías Paloma" en la calle Tacó 15, de Sitges
- 1906, Casa Pere Carreras y Robert de Sitges (calle Francesc Gumà, 23)
- 1907, proyecto de reforma de la casa Manuel Planas de Sitges, no llevado a cabo
- 1910,Granja de Can Llevallol, en el Parque de Collserola
- 1911, casa "Joaquín Mateo Eudal" de Barcelona (calle del Carme 34)
- 1920, cine "Ideal" de Barcelona (actualmente,Estudios Ideal, en la calle Doctor Trueta 196-198)
- 1920,Torre Boyerde Igualada (en la calle de San Isidro 31-33, actualmente restaurante "Cal Ble")